# Thailand Open 2020
Thailand Open 2020 (також відомий під назвою GSB Thailand Open presented by E@ за назвою спонсора) - жіночий тенісний турнір, що проходив на кортах з твердим покриттям True Arena Hua Hin у Hua Hin (Таїланд). Це був другий за ліком Hua Hin Championships. Належав до серії International в рамках Туру WTA 2020. Тривав з 10 до 16 лютого 2020 року.

## Очки і призові

### Нарахування очок
| Дисципліна       | П   | Ф   | ПФ  | ЧФ | 1/8 | 1/16 | Q   | Q2  | Q1  |
| Одиночний розряд | 280 | 180 | 110 | 60 | 30  | 1    | 18  | 12  | 1   |
| Парний розряд    | 280 | 180 | 110 | 60 | 1   | Н/Д  | Н/Д | Н/Д | Н/Д |

### Розподіл призових грошей
| Дисципліна              | П       | F       | ПФ      | ЧФ     | 1/8    | 1/16   | Q2     | Q1     |
| Жінки, одиночний розряд | $43,000 | $21,400 | $11,600 | $6,275 | $3,600 | $2,300 | $1,685 | $1,100 |
| Жінки, парний розряд    | $12,300 | $6,400  | $3,435  | $1,820 | $960   | Н/Д    | Н/Д    | Н/Д    |

## Учасниці основної сітки в одиночному розряді

### Сіяні учасниці
| Країна   | Гравчиня        | Рейтинг1 | Сіяна |
| -------- | --------------- | -------- | ----- |
| Україна  | Еліна Світоліна | 4        | 1     |
| Хорватія | Петра Мартич    | 15       | 2     |
| КНР      | Ван Цян         | 27       | 3     |
| КНР      | Чжен Сайсай     | 36       | 4     |
| Польща   | Магда Лінетт    | 42       | 5     |
| КНР      | Ван Яфань       | 56       | 6     |
| КНР      | Чжу Лінь        | 70       | 7     |
| Японія   | Нао Хібіно      | 84       | 8     |

- 1 Рейтинг подано станом на 3 лютого 2020.

### Інші учасниці
Нижче наведено учасниць, які отримали вайлдкард на участь в основній сітці:
- Ежені Бушар
- Патчарін Чіпчандедж
- Петра Мартич
- Ван Цян

Учасниця, що потрапила в основну сітку завдяки захищеному рейтингові:
- Катерина Бондаренко

Нижче наведено гравчинь, які пробились в основну сітку через стадію кваліфікації:
- Ульрікке Ейкері
- Леонія Кюнг
- Liang En-shuo
- Тіхіро Мурамацу
- Еллен Перес
- Сторм Сендерз

Як щасливий лузер в основну сітку потрапили такі гравчині:
- Пеангтарн Пліпич

### Відмовились від участі
До початку турніру
- Паула Бадоса → її замінила  Юань Юе
- Ежені Бушар[2] → її замінила  Пеангтарн Пліпич
- Прісцілла Хон → її замінила  Бібіана Схофс
- Сє Шувей → її замінила  Наталія Костич
- Меддісон Інгліс → її замінила  Родіонова Аріна Іванівна
- Данка Ковінич → її замінила  Анкіта Райна
- Барбора Крейчикова → її замінила  Хлое Паке
- Татьяна Марія → її замінила  Ю Сяоді
- Саманта Стосур → її замінила  Хань Сіньюнь
- Даяна Ястремська → її замінила  Wang Xinyu

## Учасниці основної сітки в парному розряді

### Сіяні пари
| Країна    | Гравчиня                 | Країна    | Гравчиня       | Рейтинг1 | Сіяна |
| --------- | ------------------------ | --------- | -------------- | -------- | ----- |
| Японія    | Нао Хібіно               | Японія    | Мію Като       | 146      | 1     |
| КНР       | Пен Шуай                 | КНР       | Ван Яфань      | 149      | 3     |
| Японія    | Ері Нодзумі              | Японія    | Ніномія Макото | 170      | 4     |
| Австралія | Родіонова Аріна Іванівна | Австралія | Сторм Сендерз  | 183      | 4     |

- 1 Рейтинг подано станом на 3 лютого 2020

### Інші учасниці
Нижче наведено пари, які отримали вайлдкард на участь в основній сітці:
- Катерина Бондаренко /  Тамарін Танасугарн
- Ng Kwan-yau /  Еліна Світоліна

## Переможниці та фіналістки

### Одиночний розряд
- Магда Лінетт —  Леонія Кюнг 6–3, 6–2

### Парний розряд
- Родіонова Аріна Іванівна /  Сторм Сендерз —  Барбара Гаас /  Еллен Перес 6–3, 6–3